# Salto de la rana
Dans le monde de la tauromachie, la  salto de la rana  (« saut de la grenouille ») est une passe de muleta inventée par Manuel Benítez « El Cordobés » dans les années 1960. C'est sans doute la passe  qui a donné lieu au plus grand nombre de controverses dans le monde des aficionados. Passe de fantaisie, longtemps déconsidérée par les tenants de la tauromachie rigoureuse (« toristas »), admirée par les « toreristas », les historiens de la tauromachie modernes lui reconnaissent certaines qualités.

## Description et historique
Utilisant la muleta avec une rare habileté, « El Cordobés » affrontait le taureau avec une série de sauts répétés, accroupi, se retournant soudainement pour s'accroupir de l'autre côté. Il tirait parti, un genou en terre, de taureaux nobles. Ses admirateurs étaient d'abord des touristes. (Le magazine américain Life  conseillait de n'aller à une corrida que si « El Cordobés » était à l'affiche.)
Cette passe, que de jeunes matadors tentent parfois de reproduire, nécessite de grandes qualités athlétiques. Il faut en effet commencer le saut avec un genou en terre, faire une pirouette en l'air, et retomber dans la position de départ. Longtemps qualifiée de pitrerie, de clownerie, voire d'escroquerie, cette passe indissociable de répertoire d'El Cordobés a été repris avec succès par Manuel Díaz « El Cordobés » qui affirme être le fils de Manuel Benítez. 
Il existe des variantes de cette passe que « El Cordobés » exécutait avec humour, en fin de faena pour « chauffer son public. » Cette passe horrifie toujours les puristes. « Elle représente à la fois la tradition des capeas sauvages de l'Espagne, et la nouvelle Espagne des années 60 rocanrol »